# Stari Grad, Makole
Stari Grad este o localitate din comuna Makole, Slovenia, cu o populație de 251 de locuitori.